# Chaumala
Chaumala (en népalais : चौमाला) est un comité de développement villageois du Népal situé dans le district de Kailali. Au recensement de 2011, il comptait 27 586 habitants.